# Hamada Sedki
Hamada Sedki (arabe : حمادة صدقي) (né le 25 août 1961 en République arabe unie, aujourd'hui en Égypte) est un joueur de football international égyptien, qui évoluait au poste de défenseur, avant de devenir entraîneur.

## Biographie

### Carrière de joueur

#### Carrière en sélection
Avec l'équipe d'Égypte, il dispute 27 matchs (pour 0 but inscrits) entre 1985 et 1992. 
Il figure notamment dans le groupe des sélectionnés lors des CAN de 1984, de 1986, de 1988 et de 1990. Il remporte l'édition de 1986.

## Palmarès

### Palmarès en club
Al Ahly
| - Championnat d'Égypte (4) : - Champion : 1984-85, 1985-86, 1986-87 et 1988-89. - Coupe d'Égypte (5) : - Vainqueur : 1984-85, 1988-89, 1990-91, 1991-92 et 1992-93. - Ligue des champions (1) : - Vainqueur : 1987. |  | - Coupe d'Afrique des vainqueurs de coupe (3) : - Vainqueur : 1985, 1986 et 1993. - Supercoupe de la CAF : - Finaliste : 1993. - Coupe afro-asiatique (1) : - Vainqueur : 1988. |

### Palmarès en sélection
Égypte
- Coupe d'Afrique des nations (1) :
  - Vainqueur : 1986.